# White pride

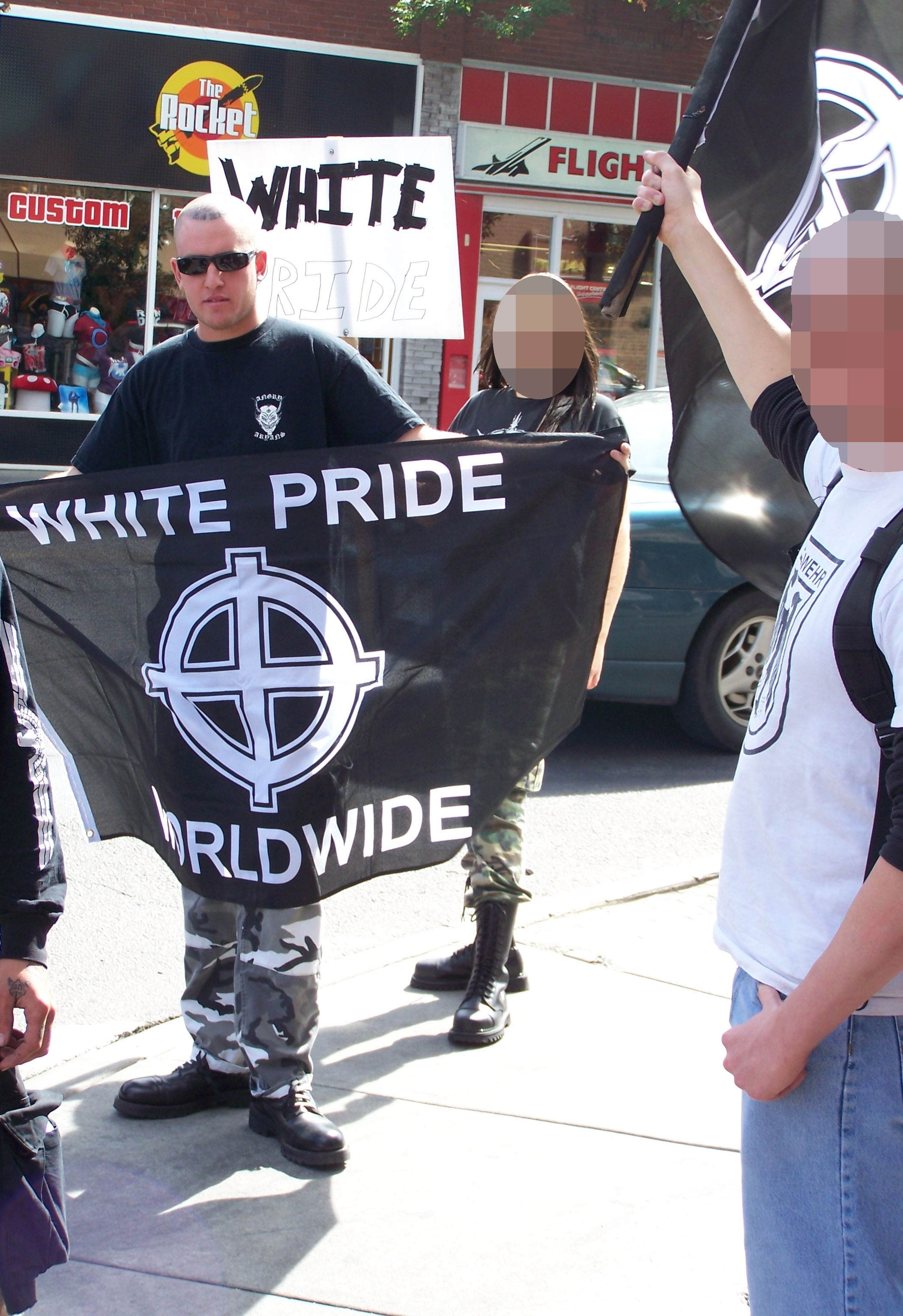
Un Canadien, membre du groupe néo-nazi Aryan Guard, exhibe un drapeau White pride Worldwide ("la fierté blanche dans le monde entier") avec une croix celtique à Calgary en 2009.

 (14 août 2025).
Motif : Entre traduction depuis l'article de Wikipédia en anglais et ajouts non sourcés, le contenu de cet article mériterait d'être vérifié et clarifié à l'aide de sources adéquates.
White pride est une expression de fierté d'appartenir à la race blanche. Ce slogan est principalement utilisé par les organisations séparatistes blanches, nationalistes blanches, néonazies et suprémacistes blanches afin de faire connaître les points de vue de simple fierté, de racialisme ou racistes.

## Définition
Ce slogan est revendiqué par des organisations séparatistes blanches et nationalistes qui cherchent à renverser les rapports de force que les structures politiques modernes (qualifiées parfois de cosmopolites) tendent à créer à leurs égards. Le sociologue français Éric Fassin rappelle que la structure de ces manifestations est la même que celle de la Gay pride, des Black pride ou encore des Asian pride. Le but ontologique est de montrer son appartenance à un groupe et de souligner ce qui caractérise son identité. Or, comme ce même sociologue le souligne, le mépris et l’indignation par les médias et les élus que suscitent ces parades identitaires (contrairement aux autres) démontrent l’existence d’un anti-racisme systémique légitimé par les institutions occidentales au détriment des populations blanches (dites autochtones).[réf. nécessaire]

## Origine
Les sociologues Betty A. Dobratz et Stephanie L. Shanks-Meile ont identifié White Power! White Pride! comme « un chant très utilisé des partisans du mouvement séparatiste blanc », et le sociologue Mitch Berbrier a identifié l'utilisation de cette phrase dans le cadre d'une « nouvelle transformation ... du cadre raciste et de l'alignement du cadre[pas clair] en (a) faisant consciemment la promotion d'un racisme « sans haine » (b) élaborant des stratégies d'équivalence et de renversement - présentant les Blancs comme équivalents aux minorités ethniques et raciales, et (c) déployant des idées sur « l'amour », « la fierté » et la « préservation du patrimoine » pour démontrer à la fois leur manque d'animosité présumé envers les autres ainsi que leurs références ethniques ». Dans une expérience de psychologie sociale qui a montré comment les participants blancs pouvaient être incités à s'identifier à l'idéologie de l'orgueil blanc, les psychologues sociaux ont encadré[pas clair] l'orgueil blanc comme suit :

« Les personnes qui expriment ouvertement la fierté blanche semblent invariablement être celles qui sont éloignées de la culture dominante - membres du KKK, skinheads et suprémacistes blancs - des gens qui cherchent à se faire une base pour se sentir bien dans leur peau lorsque des solutions conventionnelles telles qu'une carrière et des relations réussies ne fonctionnent pas bien pour eux. En conséquence, la grande majorité des personnes qui reconnaissent leur fierté blanche semblent également reconnaître explicitement leur racisme. »

Les sociologues Monica McDermott et Frank L. Samson ont documenté l’évolution rhétorique des mouvements de la fierté blanche : « Parce que la fierté blanche a toujours été fondée sur un dénigrement des non-blancs, la définition des devoirs et des exigences de la blancheur reflète un désir de corréler une identité consciemment blanche avec des attributs positifs. »

## Selon les pays

### France
En France, on retrouve des idées de fiertés blanches diluées dans un ensemble plus classique de fierté catholique et française chez de nombreuses organisations d'extrême droite comme Génération identitaire ou le Bastion social.